# Liste der Bodendenkmale in Breydin
Die Liste der Bodendenkmale in Breydin enthält alle Bodendenkmale der brandenburgischen Gemeinde Breydin und ihrer Ortsteile auf der Grundlage der Landesdenkmalliste vom 31. Dezember 2021.
Die Baudenkmale sind in der Liste der Baudenkmale in Breydin aufgeführt.
| Gemarkung                   | Flur | Kurzansprache                                                                                | Bodendenkmalnummer | Bemerkung | Bild |
| --------------------------- | ---- | -------------------------------------------------------------------------------------------- | ------------------ | --------- | ---- |
| Klobbicke (Lage)            | 2,3  | Dorfkern deutsches Mittelalter, Dorfkern Neuzeit                                             | 40270              |           |      |
| Klobbicke (Lage)            | 2    | Mühle deutsches Mittelalter, Mühle Neuzeit                                                   | 40777              |           |      |
| Klobbicke, Schönholz (Lage) | 2, 2 | Mühle deutsches Mittelalter, Mühle Neuzeit                                                   | 40778              |           |      |
| Klobbicke, Tuchen (Lage)    | 3, 2 | Siedlung Bronzezeit, Siedlung Eisenzeit                                                      | 40271              |           |      |
| Klobbicke (Lage)            | 3    | Siedlung slawisches Mittelalter                                                              | 40770              |           |      |
| Trampe (Lage)               | 3    | Burg deutsches Mittelalter                                                                   | 40468              |           |      |
| Trampe (Lage)               | 2, 3 | Siedlung slawisches Mittelalter                                                              | 40469              |           |      |
| Trampe (Lage)               | 3    | Siedlung Bronzezeit                                                                          | 40470              |           |      |
| Trampe (Lage)               | 2, 3 | Dorfkern deutsches Mittelalter, Dorfkern Neuzeit, Schloss Neuzeit                            | 40471              |           |      |
| Trampe (Lage)               | 3    | Siedlung Bronzezeit                                                                          | 40472              |           |      |
| Trampe (Lage)               | 2, 3 | Siedlung Urgeschichte                                                                        | 40473              |           |      |
| Trampe (Lage)               | 2    | Siedlung Neolithikum                                                                         | 40474              |           |      |
| Trampe (Lage)               | 2, 4 | Siedlung slawisches Mittelalter                                                              | 40475              |           |      |
| Tuchen (Lage)               | 2    | Dorfkern deutsches Mittelalter, Dorfkern Neuzeit, Mühle deutsches Mittelalter, Mühle Neuzeit | 40476              |           |      |
| Tuchen (Lage)               | 2    | Siedlung Urgeschichte                                                                        | 40477              |           |      |